# Darcy Penteado
Darcy Penteado de Campos (São Roque, 30 de abril de 1926 — São Paulo, 3 de dezembro de 1987) foi um artista plástico, desenhista, gravador, cenógrafo, figurinista, literato, autor teatral e pioneiro militante dos movimentos LGBT brasileiro. Distinguindo-se sempre pelos elegantes desenhos a bico de pena, trabalhou primeiro em publicidade e como figurinista, ilustrando revistas de moda, passando logo a trabalhar em teatro, como figurinista e cenógrafo, tendo participado, na década de 1950, do TBC. Participou de inúmeras exposições, ilustrou livros e foi uma figura presente na cena cultural da cidade de São Paulo entre a década de 1950 e década de 1980, quando morreu em decorrência de complicações causadas pela AIDS.

## Biografia
Filho de Ismael Victor de Campos e Francisca Penteado, após os dez anos de idade muda-se para São Paulo para seguir seus estudos. Distingue-se pelos desenhos que realiza, levando-o a trabalhar em agências de publicidade, de desenho industrial e como figurinista de magazines. Faz retratos e, tornando-se conhecido, destaca-se no meio profissional. Dedicou-se durante a década de 1950 a trabalhos na área de indumentária e cenografia, trabalhando com diretores representativos do período. 
Em 1952, Darcy estreou no Teatro Brasileiro de Comédia (TBC) confeccionando as máscaras para Antígona, de Sófocles, direção de Adolfo Celi. No mesmo ano, está em A Calça, de Carl Sternheim; e Iolanda, de Curt Goetz, com direção de Antunes Filho, em 1954, duas montagens do grupo de Lotte Sievers. Realiza a cenografia de É Proibido Suicidar-se na Primavera, para a Companhia Nicette Bruno, arrebatando o Prêmio Governador do Estado. Ainda em 1954 cenografia Os Dous ou O Inglês Maquinista, de Martins Pena, direção de Luís de Lima, para a Escola de Arte Dramática (EAD). Para o Balé do IV Centenário cria os cenários e figurinos para Sonata da Angústia, com música de Béla Bartók, em 1954. Em 1955, idealiza os figurinos de Santa Marta Fabril S. A., de Abílio Pereira de Almeida, para o TBC. Volta a trabalhar com Lotte Sievers, num texto de sua autoria, A Morte Foi Contratada, direção de Rui Afonso, em 1956. No ano seguinte está em duas criações: Casal Vinte, de Miroel Silveira, e Esses Maridos, de George Axelrod, direção de Adolfo Celi e produção da Companhia Tônia-Celi-Autran (CTCA). Em 1958, confecciona os figurinos para Pedreira das Almas, de Jorge Andrade, dirigido por Alberto D'Aversa, no Teatro Brasileiro de Comédia. Desde 1955 vinha participando na televisão, como diretor de arte. Em 1960 faz os cenários e figurinos de Um Gosto de Mel, de Shellagh Delaney, direção de Benedito Corsi, novamente para o TBC. Em 1961, integra a produção de Armadilha para um Homem Só, de Robert Thomas, uma direção de Luís de Lima para o Teatro Maria Della Costa.
Afastado do teatro durante algum tempo, Darcy retorna, em 1977, como o figurinista da peça Volpone, de Ben Johnson, direção de Antônio Abujamra. Envolve-se, na sequência, com produções obscuras até lançar-se como autor em A Engrenagem, de 1978, direção de Odavlas Petti, assumindo abertamente a condição homossexual, assunto que será também explorado em sua primeira novela - A Meta -, editada no ano seguinte, período em que está francamente envolvido na luta contra a discriminação.

## Militância contra a discriminação
Participou ativamente, durante os anos de repressão do Regime Militar, do jornal O Lampião, ativo na defesa dos direitos dos homossexuais.
Um momento importante de sua militância foi a Carta à Família Mesquita, proprietária do jornal O Estado de S. Paulo, criticando duramente uma reportagem sobre a prostituição de travestis em São Paulo. Na carta, Darcy Penteado esmiúça o comportamento preconceituoso do jornal e dos grupos sociais que este representa. Também demonstra o conjunto de fatores sociais e econômicos que estimulam e dão sustentação à prostituição de travestis nas ruas paulistanas. 
- Carta à família Mesquita- jornal Em Tempo, nº 104, de 17 a 30 de abril de 1980, pág. 19.[9]

## Exposições
- O artista doou seu acervo à cidade de São Roque, sob a condição de criação de um instituto cultural para mantê-lo. O acervo está exposto no Centro Cultural Brasital. Apesar de cadastrado como museu, não há uma visitação sistemática às obras.
- Réplicas de fragmentos de suas obras em tamanho natural humano[10] - Museu da Diversidade Sexual na Estação República (São Paulo), 29 de janeiro a 8 de maio de 2016.

## Obras
- Sem Título - Desenho Carvão sobre Papel, Museu de Arte de Londrina.
- Piquenique sob a Grande Árvore, 1986 (Série Sombras da Infância), óleo sobre tela, coleção particular.
- Menina e seu Cão, Guache, 140 x 80 cm, coleção particular.